# Marina de Palamós
La Marina de Palamós, o Port Esportiu Marina de Palamós, és un port esportiu del municipi de Palamós (Baix Empordà), situat a llevant del far de la Punta des Molí, entre la punta de sa Ral i els esculls d'en Roca. Inaugurat l'any 1992, n'és el titular l'organisme de Ports de la Generalitat, i està gestionat per Nàutic Palamós SA. Amb el Port de Palamós, és un dels dos ports existents en aquesta localitat de la Costa Brava. Disposa d'un total de 902 amarradors per a embarcacions de fins a trenta metres d'eslora, 231 d'ells reservats per a embarcacions transeünts. La bocana té una amplada de 55 m i un calat de 10 m, amb un calat interior de 3 a 6 m. Està distingit amb la Bandera Blava, que reconeix internacionalment la qualitat ambiental i serveis.
Ofereix tots els serveis propis d'una instal·lació portuària moderna, incloent servei de vigilància 24 hores, connexió wifi, parc infantil, un petit supermercat, grua amb capacitat per a sis tones i pòrtic elevador de trenta tones, varador, marina seca, benzinera i tallers de reparació. En el port hi ha ubicades diverses empreses de nàutica, a més de bars i restaurants. En el port operen diversos centres de submarinisme.